# Oxyopes mathias
Oxyopes mathias är en spindelart som beskrevs av Embrik Strand 1913. Oxyopes mathias ingår i släktet Oxyopes och familjen lospindlar.
Artens utbredningsområde är Uganda. Inga underarter finns listade i Catalogue of Life.